# Soas
Soas (em grego: Σόας; romaniz.: Sóas) foi um oficial ostrogótico de provável origem grega do século V, ativo durante o reinado do rei Teodorico, o Amal (r. 474–526). Aparece em 479, durante a marcha dos ostrogodos no Epiro, quando foi enviado por Teodorico como refém, ao lado de Dagisteu, para o general bizantino Adamâncio.